# Serge Sabarsky
Serge Sabarsky (gebürtig Siegfried Sabarsky; * 3. November 1912 in Wien; † 23. Februar 1996 in New York, NY, USA) war ein bedeutender Kunstsammler und Kunsthändler des 20. Jahrhunderts.

## Leben
Der gelernte Graphiker und Bühnenbildner emigrierte 1938 nach Frankreich und 1939 in die USA. 1968 eröffnete er eine Galerie auf der New Yorker Madison Avenue. Sabarsky handelte vor allem mit expressionistischen Werken aller Art und sammelt auch selbst. Im Laufe der Zeit konnte er mehrere Bilder von Egon Schiele, Gustav Klimt und Oskar Kokoschka sammeln, die nun zu einem großen Teil in der Neuen Galerie ausgestellt sind.
Andere berühmte Künstler, die sich in der ehemaligen Sammlung Sabarskys finden: Wassily Kandinsky, Paul Klee, Ernst Ludwig Kirchner, Lyonel Feininger, Otto Dix, George Grosz.
Zusammen mit Ronald Lauder plante er das Museum Neue Galerie in New York, das nach seinem Tod 1996, quasi zur Erinnerung an Sabarsky und ihm zu Ehren, von Lauder gegründet wurde. Ihm zu Ehren trägt das an ein Wiener Kaffeehaus erinnerndes Museumscafé seinen Namen.
2006 wurde die Öffentlichkeit postum auf Sabarsky aufmerksam, als das Klimt-Bild Porträt der Adele Bloch-Bauer für die Neue Galerie zu einem Rekordpreis von 135 Millionen Dollar verkauft wurde.
Serge Sabarsky gehörte neben Gerwald Sonnberger, A (1950–2001) und Hana Jirmusová, CZ – zum Aufbauteam des Egon Schiele Art Centrums. Seit seinem Tod im Februar 1996 wird die Idee, Kunst so vielen Menschen wie möglich zugänglich zu machen, durch das Centrum in seinem Andenken weitergetragen.

## Veröffentlichungen
- Egon Schiele. 100 Zeichnungen und Aquarelle. Jesuitenkirche – Galerie der Stadt Aschaffenburg, Aschaffenburg 1994.
- Ich, Serge Sabarsky. Autobiographie. Verlag Holzhausen, Wien 1997, ISBN 3-900518-69-6